# Bildungscampus Nürnberg

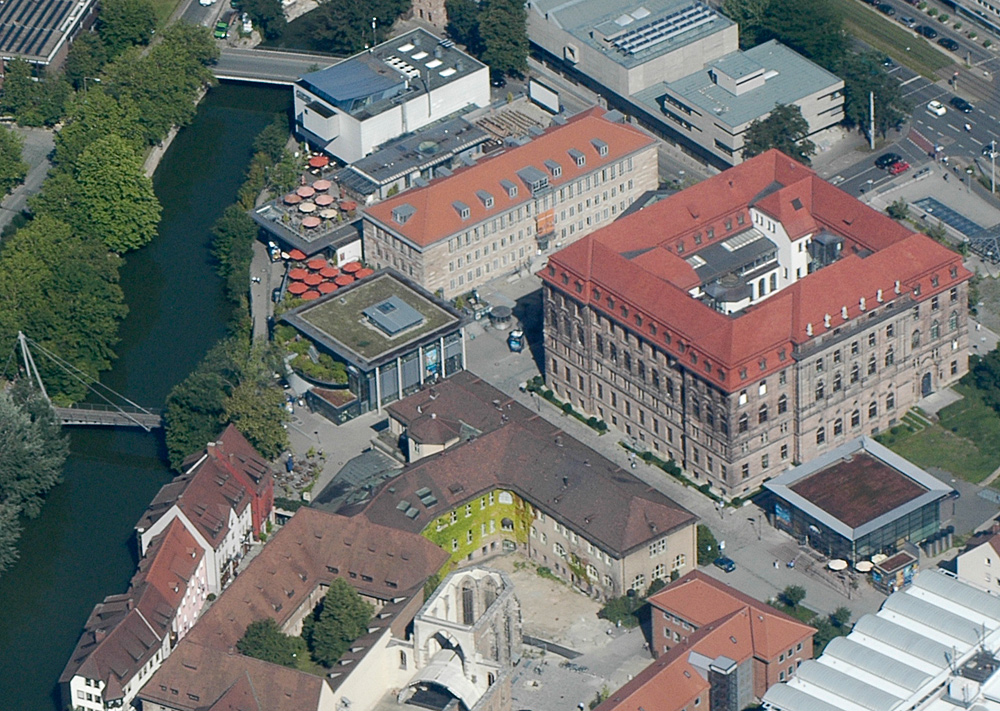
Die Stadtbibliothek Nürnberg im Luitpoldhaus (mittig) und das Bildungszentrum Nürnberg im Gewerbemuseum (rechts)

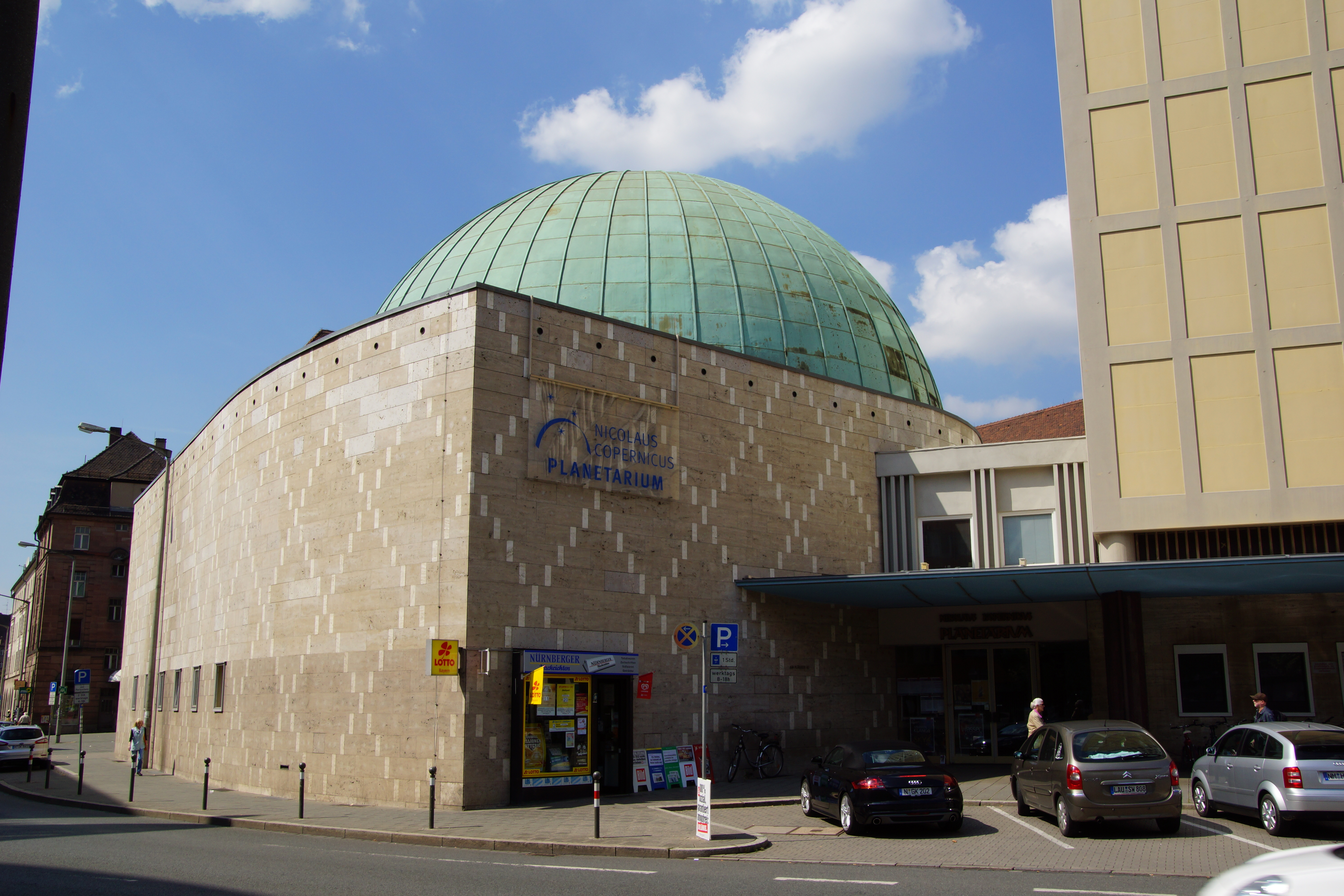
Das Nicolaus-Copernicus-Planetarium am Plärrer

Der Bildungscampus Nürnberg (kurz BCN) ist der seit 2011 bestehende organisatorische Zusammenschluss dreier Einrichtungen der Stadt Nürnberg:
- Bildungszentrum Nürnberg (Volkshochschule)
- Nicolaus-Copernicus-Planetarium
- Stadtbibliothek Nürnberg

Ziele des Zusammenschlusses sind die Förderung des Lernens und das Zusammenbringen von Personen unterschiedlichster Herkunft und verschiedenen Alters. Zudem wollen sich die drei Einrichtungen gegenseitig unterstützen.